# Priscilla Wong
Priscilla Wong(traditionell kinesiska: 黃翠如, förenklad kinesiska: 黄翠如; pinyin: Huáng Cuìrú), född 23 oktober 1981, är en skådespelerska och tv-värd i Hongkong.